# Бездомный пёс (фильм, 1949)
«Бездомный пёс» (яп. 野良犬 Nora inu) — фильм Акиры Куросавы 1949 года. Обладает рядом признаков фильма-нуар.
Фильм находится в общественном достоянии на территории Японии. Вне Японии права контролируются компанией Toho International.

## Сюжет
Опытному детективу токийской полиции Сато (Такаси Симура) приставляют молодого стажёра Мураками (Тосиро Мифунэ). На одном из первых заданий у стажёра крадут табельное оружие.
Пока Мураками занимается поисками, украденный пистолет становится орудием убийства. В отчаянии Мураками решается на крайние меры — переодевшись демобилизованным военным, он, изображая крайнюю нужду, выходит на контакт с торговцами оружием. Так ему удаётся отыскать след вора и убийцы. В финальной погоне вор ранит Сато, но Мураками удается схватить преступника.
По мере развития сюжета становится явным сходство судеб преступника и преследующего его полицейского, что подчеркивает разницу в их характерах.

## Роли исполняли
- Тосиро Мифунэ — детектив Мураками
- Такаси Симура — детектив Сато
- Кэйко Авадзи — Харуми Намики
- Исао Кимура — Юса, преступник
- Эйко Миёси — мать Харуми
- Рэйсабуро Ямамото — Хондо
- Гэн Симидзу — инспектор Накадзима
- Норико Сэнгоку — девушка, продающая оружие
- Эйдзиро Тоно — отец бондаря

## Награды
В 1950 году фильм получил четыре премии «Майнити»: лучшему актеру (Такаси Симура, также за фильм «Тихий поединок»), за лучшую операторскую работу (Асакадзу Накаи), лучшую музыку к фильму (Фумио Хаясака) и лучшую работу художника (Такаси Мацуяма).